# Kim Kuk-hyang
Kim Kuk-hyang (Pionyang, 4 de abril de 1999) es una clavadista o saltadora de trampolín norcoreana especializada en plataforma de 10 metros, donde consiguió ser campeona mundial en 2015.

## Carrera deportiva
En el Campeonato Mundial de Natación de 2015 celebrado en Kazán (Rusia) ganó la medalla de oro en los saltos desde la plataforma de 10 metros, con una puntuación de 395 puntos, por delante de la china Ren Qian y la malasia Pandelela Rinong; y dos años después, en el Campeonato Mundial de Natación de 2017 de Budapest ganó la plata en la misma prueba.